# Distrito de Leer
El  Distrito de Leer (en alemán: Landkreis Leer) es un Landkreis ubicado en el noroeste de Baja Sajonia (Alemania) y sobre el que hace contacto territorial Frisia Oriental. Limita al norte con la ciudad de distrito libre (kreisfreie Stadt) de Emden en el distrito de Aurich así como el distrito de Wittmund y Frisia. Al sur se limita con el Landkreis Emsland. Tiene al este una pequeña porción de costa en Dollart, y allí en las islas Frisias está la ciudad de Borkum. Su capital es Leer

## Ciudades y comunidades
(Recuento de habitantes a 30 de junio de 2005)
Comunidades
1. Borkum, Ciudad (5.513)
2. Bünde (7.555)
3. Jemgum (3.712)
4. Leer, Ciudad, estatus de comunidad libre (33.838)
5. Moormerland [Capital: Warsingsfehn] (22.335)
6. Ostrhauderfehn (10.708)
7. Rhauderfehn [Capital: Westrhauderfehn] (17.281)
8. Uplengen [Capital: Remels] (11.355)
9. Weener, Ciudad (15.602)
10. Westoverledingen [Capital: Ihrhove] (20.098)

Comunidades con administración propia
* Ubicación de la administración
- 1. Samtgemeinde Hesel (10.242)

1. Brinkum (643)
2. Firrel (811)
3. Hesel * (4.132)
4. Holtland (2.255)
5. Neukamperfehn (1.639)
6. Schwerinsdorf (762)

- 2. Samtgemeinde Jümme (6.429)

1. Detern, Flecken (2.639)
2. Filsum * (2.134)
3. Nortmoor (1.656)

Zonas libres (gemeindefreies Gebiet)
- Islas Lütje Hörn
(0,31 km², no habitadas)